# 朝香式
朝香 式（あさか しき、1971年 - ）は、日本の小説家。

## 経歴・人物
愛知県生まれ。早稲田大学第一文学部を卒業する。2013年、短編「マンガ肉と僕」で第12回女による女のためのR-18文学賞大賞を受賞する（読者賞受賞は、森美樹の「朝凪」）。2016年、「マンガ肉と僕」が杉野希妃監督で映画化された。
学生の頃、作家に憧れて小説を書いていたという。好きな作家として、パウロ・コエーリョを挙げている。好きなアーティストとして、デヴィッド・リンチ、キース・ジャレットを挙げている。趣味は、DVD鑑賞、ジャズ鑑賞、旅行、北欧食器・やきものの収集など。

## 作品リスト
- マンガ肉と僕（2014年9月 新潮社）
- パンゲア５（201７年１月 新潮社）

### 単行本未収録短編
- 笑えないふたり（『小説すばる』2015年2月号）
- 真夜中のクレメンタイン（『小説新潮』2015年3月号）
- 三秒ルール（『小説すばる』2015年9月号）
- シャクトリムシと土星（『小説すばる』2016年2月号）
- ノクティポー奇譚（『小説すばる』2016年9月号）

## メディア・ミックス

### 映画
- マンガ肉と僕 Kyoto Elegy（2016年2月13日公開、監督：杉野希妃、主演：三浦貴大）